# Румспрінге
Румспрінге (нім. Rhumspringe) — громада в Німеччині, розташована в землі Нижня Саксонія. Входить до складу району Геттінген. Складова частина об'єднання громад Гібольдегаузен.
Площа — 9,36 км2. Населення становить 1763 ос. (станом на 31 грудня 2021).

## Галерея

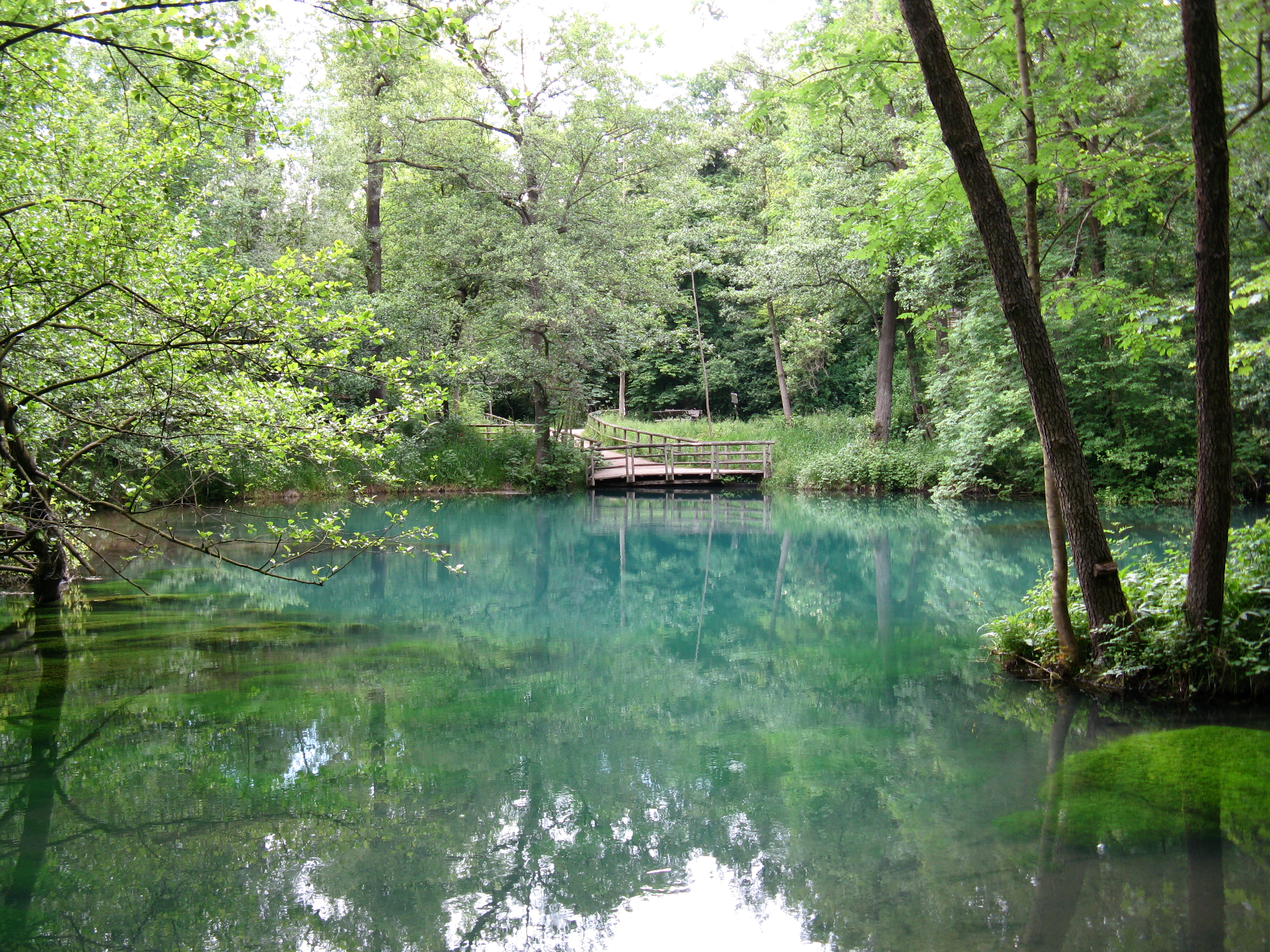
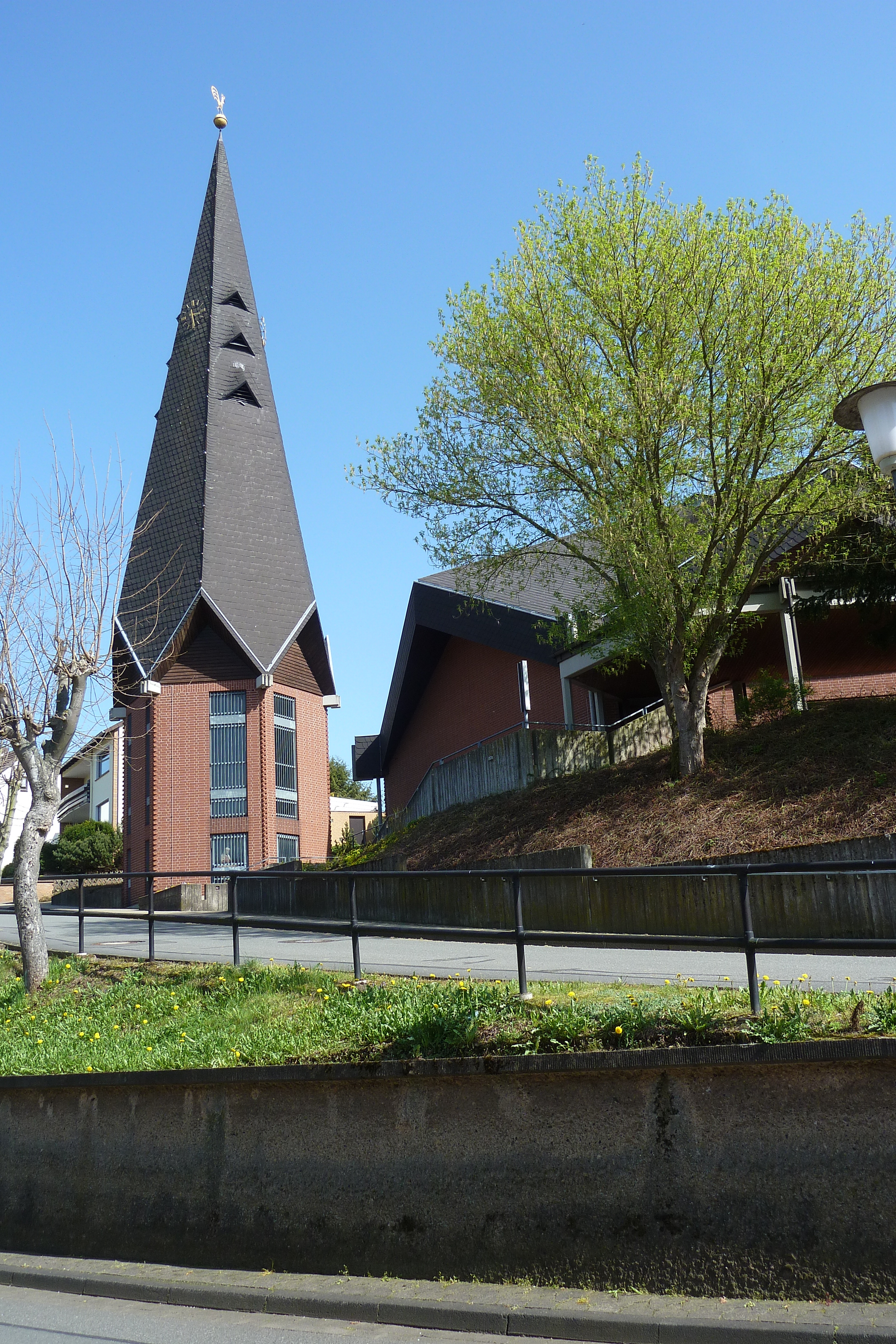
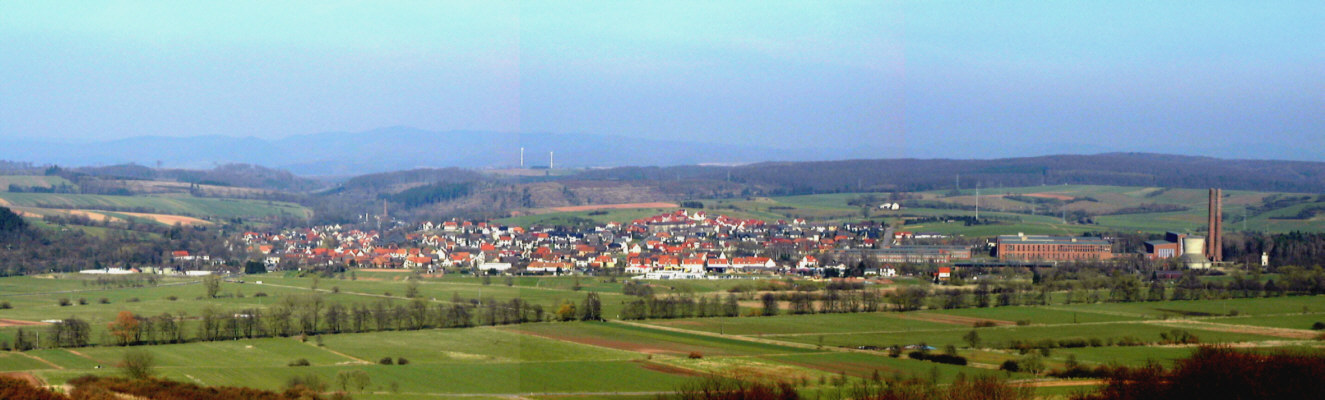
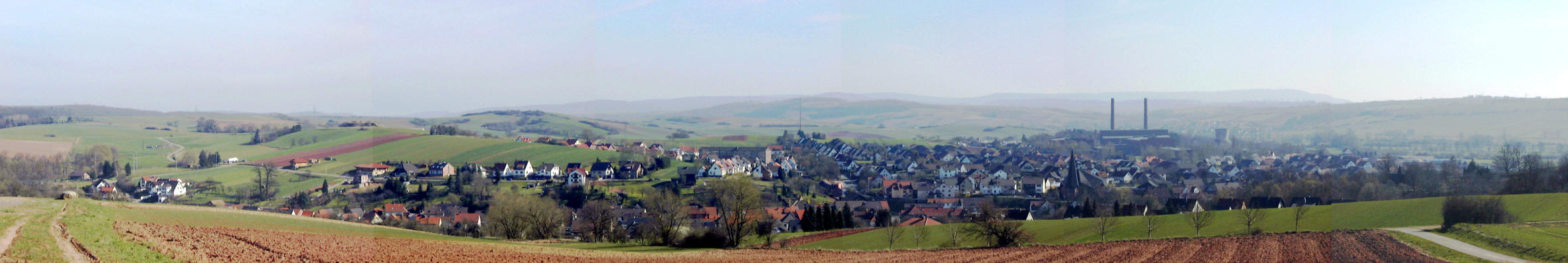